# Osvaldo Nartallo
 (juillet 2023).
Osvaldo Darío Nartallo, né à Buenos Aires en 1972, est un footballeur argentin.
Nartallo a commencé sa carrière avec Club Atlético San Lorenzo de Almagro en 1990, il a fait seulement 10 apparitions pour le club, et est parti en 1992. Son club suivant était Club Atlético Nueva Chicago en deuxième Division argentine.
À la fin de l'année 1992, il a rejoint les Orlando Pirates en Afrique du Sud et en 1993 il a rejoint Beşiktaş JK en Turquie, il a eu un temps réussi au club marquant plusieurs buts, y compris un contre Associazione Calcio Milan de l'Italie en Ligue des champions de l'UEFA. Il a également joué pour Petrol Ofisi en Turquie.
En 1998 il s'est déplacé en Espagne et a joué pour Grenade CF, avec ses compatriotes Gaston Lolito et Sebastian Hernán Cattáneo.
En 1999 Nartallo s'est déplacé au Mexique où il a joué pour trois clubs, CF Puebla (1999-2000), Toros Neza (2000) et Querétaro FC (2001).
À l'été 2001, il a voulu chercher de nouveaux horizons, il a presque signé pour un club au Chili mais au dernier moment l'affaire est tombée à l'eau. Il est alors revenu en Argentine pour jouer pour le San Lorenzo de Mar del Plata, dans les tournois régionaux et dans la ligue locale, où il a joué à côté de Cristian Daguerre, de Gaston Ervitti et de Darius Cajaravilla. Il s'est retiré du football en 2003.